# 新條まゆ
新條 まゆ（しんじょう まゆ、1973年1月26日 - ）は、日本の漫画家、建築家。長崎県出身。長崎県立猶興館高等学校卒業。血液型はO型。未婚。

## 来歴
1994年、小学館の『少女コミック』増刊2月14日号にて掲載された、「あなたの色に染まりたい」でデビュー。
1997年、『快感♥フレーズ』が世界中での累計発行部数1000万部を超える大ヒットとなり、テレビアニメ化されたり、作中に登場するロックバンド「Λucifer」が実際に結成された。
2007年、『Cheese!』にて連載していた『SEX=LOVE2』の最終話を執筆後、自らの公式ホームページで小学館を離れ、フリーランスの漫画家として活動することを発表。
2012年、仕事場をフルデジタル化する。アシスタントとはリモートワークで連絡し合い、本棚を必要とする様な資料・コピー機・画材を用意する必要がなくなった。
その後は、『別冊マーガレット』（集英社）や、『月刊Asuka』（角川書店）、『りぼん』（集英社）などの多岐に渡り活動中であったが、2014年3月に「漫画家・新條まゆという名前での活動をプチリタイヤし、以降は漫画という形での作品の発表はせず、BL漫画のみを趣味として発表していく」とツイッター上で宣言した。同時期に軽井沢に移住し、その頃は前々から行っていた建築設計の勉強に加えて、不動産投資・同人誌出版・イラスト等を中心に活動していた。
さらに、2014年10月にはインタビューで「もう少女マンガは一生描かないと思います。 」と答えており、自身のツイッター上にて「愛俺は留依☓蘭だった」「ラブセレブなら、花巻☓銀でもいい」等過去作品の裏設定を語る際に「続編とかもう描かないからぶっちゃけてもいいじゃないかぁぁ！！！」とも発言している。
2017年冬、住宅総合プロデュース会社「Maison de Cocon」を設立。土地の売買のアドバイス・新條の図面を元にしながらの工務店の選定・見積りのチェックを担当する。
2021年、電子書籍配信事業「ナンバーナイン」と業務提携する。「虹色の龍は女神を抱く」を不定期連載。

## 人物
漫画家という職業にそれほどの情熱はなく、漫画家になる以前は日本画家を目指していたが、金銭面で大学へと通うことが出来ず、断念。その後、絵に関する職に就きたいと考えており、アニメーターになることを決意するが、知人から「漫画家の方がお金になる」と薦められ、漫画家を志すこととなり、デビューに至る。
2008年、6月8日付けの自身のブログ内で雷句誠と『週刊少年サンデー』との訴訟問題に触れ、小学館時代の編集者との関係性や出版社における漫画家の扱いの内情について語り話題となったが、その後のインタビュー等では、Hな漫画を描くのが嫌だったわけではなく、描いてみたら楽しかったのでむしろ自分からエロを積極的に入れていくようになったと発言を翻している。
2010年、ユーストリームにて『少女コミック』時代の代表作『快感♥フレーズ』の読み切り復活を発表した。
カーマニアであり、現在の愛車はBMW4シリーズカブリオレ。
『機動戦士ガンダム00』を除くガンダムのファンで、本人曰く「理想の男性はキラ・ヤマト」。ペットの犬と猫の名前はそれぞれキラとアスランで、「つけたい名前があると、ペット飼いたくなるんです」と語っている。機動戦士ガンダム00については、「新條が今、最も注目してるガンダムは00ではなくガンダムUCです！！ なんてったってMSがかっこいいよ！！キャラがどんなにかっこよくても、MSがかっこ悪かったら萎える。」 等、放映中毎週自身のブログで批判を繰り返していたことを00の監督である水島精二に指摘されたことがある。また、大和田秀樹の漫画『機動戦士ガンダムさん』の大ファンでもある。
西又葵と交流があり、西又のブログで食事会をしている写真が掲載されている。また、バレンタインにはお互いにプレゼントを贈りあっていることを新條が明かしており、2016年には西又からのプレゼントである牛肉をツイッター上で披露している。

## 作品リスト

### 漫画
- TABOOに抱いて
- フィアンセしたい
- 心を裸にして
- MakeLoveしよ!!（全2巻）
- すきしてサディスト（全2巻）
- SEXYガーディアン（全2巻）
- 誘惑逆らえない欲望
- 快感♥フレーズ（単行本版全17巻、コミックスデラックス版全6巻）
- あなたに繋がれたい
- 悪魔なエロス（全4巻）
- 覇王♥愛人（全9巻）
- 君さえも愛の鎖（全2巻）
- もっと教えて
- ラブセレブ（全7巻）
- 純愛ストリップ
- 愛を歌うより俺に溺れろ!（全5巻）
- SEX＝LOVE2（全2巻）
- バカでも描けるまんが教室―新條まゆの(裏)まんが入門
- ヨメトレ!
- ミッドナイト☆チルドレン（全2巻）
- 愛俺! 〜男子校の姫と女子校の王子〜（全5巻）
- あやかし恋絵巻（全6巻）
- ご指名です!
- ハートのダイヤ（全3巻）
- 機動戦士ガンダム ジオン公国幼年学校（既刊2巻）
- エリート!!〜Expert Latitudinous Investigation TEam〜（全5巻）
- ロング・ディスタンス（征城悠馬名義）[11]
- 教師の純情 生徒の欲望(3巻)
- ソノ声で、ソノ歌を。（1巻）
- 虹色の龍は女神を抱く（2021年〜 各Webコミックのみにて連載中）

### アンソロジー
- 17歳 初めてのH
- 記念日 特別なH
- 先輩 甘すぎるH
- 同級生 Hから始まる恋
- 誘惑 逆らえない欲望
- LOVE&SEX
- だめ いじわるH
- 最強コイバナ〜スイート&エロティックベスト5〜
- 新條まゆ The Best Selection（全2巻）
- 東日本大震災チャリティー漫画本 PARTY! HANA[注 1][12]（2011年8月5日発売[13]、メディアパル、ISBN 978-4-89610-201-7）
  - あやかし恋絵巻 神楽と美依子[14]

### 文庫
- 著者:高橋ななを
  - 快感♥フレーズ 特別版 - 90日の伝説
  - 快感♥フレーズ 番外編 - 香港狂詩曲
  - 快感♥フレーズ 熱愛編 - 青の迷宮
  - 快感♥フレーズ N.Y.編 - 終わりなき神話
  - 覇王♥愛人 生誕編 - 黒の序曲
- 悪魔なエロス（全2巻）
- すきしてサディスト
- SEXYガーディアン
- MakeLoveしよ!!

### 挿絵・イラスト
- サディスティック（著:広田奈央）
- 快感♥フレーズSUPER EDITION SA・KU・YA
- 新條まゆポストカードブック - 快感♥フレーズ
- 著:栗原ちひろ
  - 悪魔のソネット 美形悪魔は契約しない!?
  - 悪魔のソネット 男子校で秘密の召喚
  - 悪魔のソネット 豪華客船は悪魔と一緒
  - 悪魔のソネット 探偵稼業も悪魔の仕事
  - 悪魔のソネット 永遠の扉は二人のために
- TVアニメ 俺たちに翼はない 第7話（エンドカード）

### その他
- ビューティー・セレブ（著:折原奈保子）
- 成功★美学（著:世界バリバリ☆バリュー）